# Stockhorn Arena
El Stockhorn Arena (hasta abril de 2014 Arena Thun) es un estadio multiusos ubicado en la ciudad de Thun en Suiza. Posee una capacidad para 10 000 personas y es utilizado por el club de fútbol FC Thun que disputa la Superliga Suiza.
Desde 1954 hasta 2011, el FC Thun utilizó el Stadion Lachen, En la década de 2000, sin embargo, la Liga de Fútbol de Suiza afirmó que el viejo estadio no cumplía con los requisitos mínimos para la realización de partidos de fútbol de la máxima categoría, por lo que se le pidió al club renovar ampliamente o construir un nuevo estadio.
En 2006, los ciudadanos de Thun se negaron a financiar un nuevo estadio con fondos públicos, dejando al FC Thun en un aprieto: sin un nuevo estadio el club sería inelegible para jugar profesionalmente. Fue entonces que la empresa HRS-General ofreció financiar un nuevo estadio, con un centro comercial en la misma zona, situado 1,8 km al noroeste de Stadion Lachen. En 2007 se firmaron los contratos, y los trabajos de construcción se iniciaron en la primavera de 2010. El nuevo estadio - en ese momento llamado Arena Thun - fue inaugurado oficialmente el 9 de julio de 2011, con un partido amistoso entre el FC Colonia y el FC Thun, El delantero del Colonia Milivoje Novakovič fue el primer jugador en anotar en el nuevo escenario, el partido terminó en un empate 2:2.
En febrero de 2014, la Arena Thun AG (operador del estadio) vendió los derechos de nombre a un nuevo patrocinador principal Stockhornbahn AG. El estadio fue rebautizado entonces Stockhorn Arena, en una ceremonia oficial celebrada el 12 de abril de 2014, con motivo del partido entre el FC Aarau y el FC Thun.

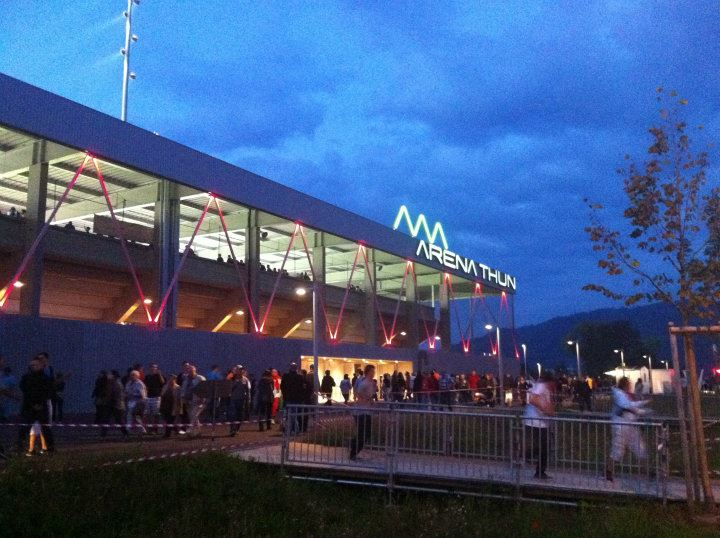
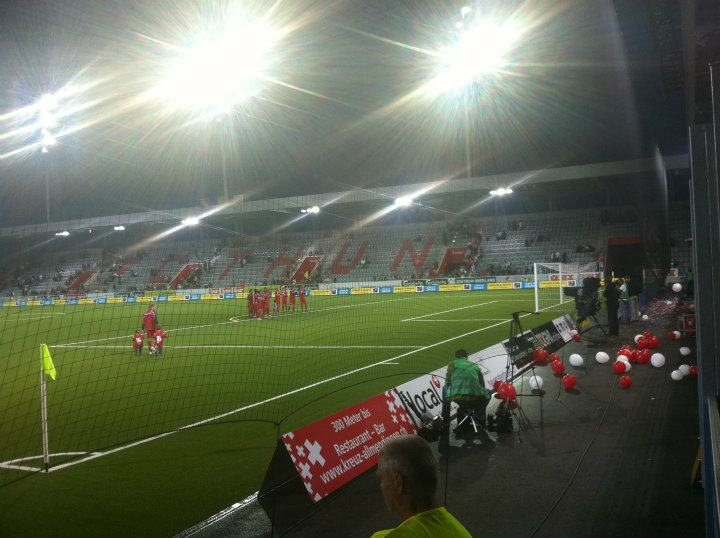